# Barrage de Boukourdane
Le barrage de Boukourdane est un barrage de type remblai, situé dans la wilaya de Tipaza en Algérie. 

## Géographie

### Localisation

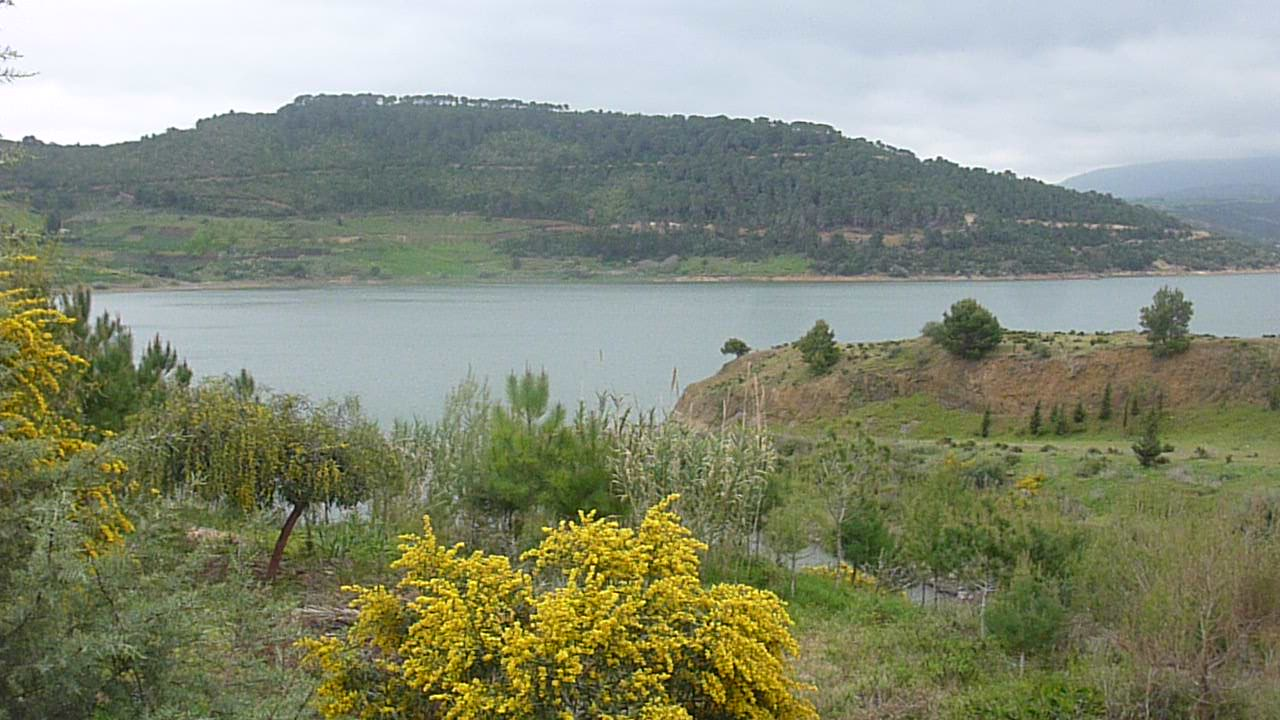
Vue du barrage

Le barrage de Boukourdane est situé au centre de plusieurs villages au sud-est de la ville de Tipaza.